# 台北電影獎最佳視覺效果
台北電影獎最佳視覺效果是由臺北市政府文化局的臺北市文化基金會在臺灣台北電影節舉辦的獎項。2003首次頒發「傑出視覺設計獎」，直至2014年才以「最佳視覺效果」成為常設獎項。

## 入圍暨得獎名單
|  | 獲獎者 |

| 年份 （屆次）                  | 片名                           | 姓名 |
| ------------------------------ | ------------------------------ | ---- |
| 2003 （第5屆）                 |                                |      |
| 《夢，在飄浮》                 | 陳明輝                         |      |
| 2014 （第16屆）                |                                |      |
| 《搖滾搖籃曲》                 | 陳明和                         |      |
| 2019 （第21屆）                |                                |      |
| 《狂徒》                       | 夢想動畫                       |      |
| 《人面魚：紅衣小女孩外傳》     | 李昭樺、葉仁豪                 |      |
| 《寒單》                       | 郭家宥、何彥儀、楊喻憲、黃翰麒 |      |
| 《去年火車經過的時候》         | 黃邦銓                         |      |
| 《切小金家的旅館》             | 嚴振欽                         |      |
| 2020 （第22屆）                |                                |      |
| 《返校》                       | 郭憲聰、再現影像製作有限公司   |      |
| 《下半場》                     | 凃維廷、沸騰了映像有限公司     |      |
| 《江湖無難事》                 | 嚴振欽                         |      |
| 《灼人秘密》                   | 王翊軒、林宗民、嚴振欽、陳銘澤 |      |
| 《暗之光》                     | 歐兔數位映像、馬毓廷           |      |
| 2021 （第23屆）                |                                |      |
| 《消失的情人節》               | 郭憲聰                         |      |
| 《削瘦的靈魂》                 | 呂永峰                         |      |
| 《馗降：粽邪2》                | 許媛、黃閔彬                   |      |
| 《緝魂》                       | 郭憲聰、劉惟熠、程偉豪         |      |
| 《複身犯》                     | 徐國洲、董明星                 |      |
| 2022 （第24屆）                |                                |      |
| 《月老》                       | 嚴振欽、罡風創意映像有限公司   |      |
| 《小黃花》                     | 嚴振欽                         |      |
| 《白線 REALIGN》               | 羊王創映有限公司               |      |
| 《咒》                         | 夢想動畫                       |      |
| 《素還真》                     | 大畫電影文化股份有限公司       |      |
| 2023 （第25屆）                |                                |      |
| 《疫起》                       | 嚴振欽、罡風創意映像有限公司   |      |
| 《查無此心》                   | Jonah WEST、王柏欣             |      |
| 《黑的教育》                   | 嚴振欽、罡風創意映像有限公司   |      |
| 《默殺》                       | 林哲民                         |      |
| 《關於我和鬼變成家人的那件事》 | 程偉豪、劉惟熠                 |      |
| 2024 （第26屆）                |                                |      |
| 《BIG》                        | 林洪峯、余國亮、梁偉傑         |      |
| 《女鬼橋2：怨鬼樓》            | 林奇鋒、李走狗、林妍伶、李志緯 |      |
| 《小曉》                       | 凃維廷                         |      |
| 《車頂上的玄天上帝》           | 楊淙舜、潘胤余                 |      |
| 《周處除三害》                 | 郭憲聰、陳姵均、王建程         |      |
| 2025 （第27屆）                |                                |      |
| 《鬼才之道》                   | 郭憲聰、邱俊毅                 |      |
| 《乒乓男孩》                   | 郭家宥、黃閔彬                 |      |
| 《角頭—大橋頭》                | 王重治、陳冠佑                 |      |
| 《進行曲》                     | 凃維廷、袁長壽                 |      |
| 《無名刀》                     | 朱祥溥                         |      |

## 外部連結
- 官方网站（中文）（英文）
- 台北電影節的Facebook專頁
- 台北電影節的Instagram帳戶
- YouTube上的台北電影節頻道